# Караджич, Владан
Вла́дан Кара́джич (черног. Владан Караџић / Vladan Karadžić, 4 февраля 1995, СРЮ) — черногорский футболист, нападающий.

## Карьера

### Клубная
Владан начал свою карьеру в ФК «Сутьеска». В 2012 году дебютировал в основном составе клуба. Это произошло 30 мая в заключительном матче чемпионата против «Могрена». Караджич вышел на поле вместо Джордже Шушняра. Матч закончился со счётом 2:1. Победу одержала «Сутьеска». Оба мяча были забиты однофамильцем Владана - Дарко.
В сезоне 2012/2013 сыграл 13 матчей и забил 1 гол.

### Международная
С 2012 года является игроком юношеской сборной Черногории до 19 лет. Дебютировал 21 ноября в игре против Финляндии. Позже сыграл ещё два матча: против Дании (2:3) и Кипра (1:1). Всего на поле провёл 226 минут.

## Достижения
Чемпион Черногории (2): 
- 2013, 2014